# Sun Tailor
Сан Тэйлор (англ. Sun Tailor) — сценическое имя израильского певца Арнона Наора. Его дебютный альбом, Like the Tide, был выпущен в 2012 году.

## Музыкальная карьера
Арнон Наор (Сан Тэйлор) родился в Израиле в 1980 году. Он начал играть на гитаре, когда ему было 20 лет, и в возрасте 23 лет он переехал в Лондон, Великобритания, для того чтобы заниматься музыкой. Во время пребывания в Лондоне, Наор участвовал в деятельности нескольких музыкальных групп. В 2007 году он начал работать над своим собственным материалом, лёгшим в основу его дебютного альбома «Like the Tide», который он начал записывать после возвращения в Израиль в 2008 году.
Весь альбом был записан в его спальне в маленькой Тель-Авивской квартире, превратившейся в домашнюю студии. Альбом был записан совместно с братом Арнона, Уди Наором.
В 2011 году Наор совершил тур по городам Израиля со своей группой: Уди Наор (ударные, перкуссия), Даниэль Сапир (бас, вокал), Омри Барель (лэп-стил и электрогитары) и Джеки Фэй (виолончель, вокал), и в ноябре 2011 года он отправился в акустический тур по Европе, сыграв несколько концертов в Париже и Лондоне.
К концу 2011 года он, наконец, выпустил свой дебютный сингл Don’t Knock on my Door, за которым последовал его дебютный альбом «Like the Tide», который был выпущен в феврале 2012 года.
В сентябре 2012 Наор едет в тур по Германии, играет на фестивале Репербан в Гамбурге, в баре Кайзеркеллер, где играли знаменитые Битлз.
Он также отправляется в акустический тур по гостиным, куда он был приглашен через сайт CouchSurfing — играть небольшие сольные концерты в гостиных поклонников.
Он провел 2013 год в гастролях по Израилю и Европе — как сольно, так и со своей группой, одновременно подготавливая и записывая материал своего второго альбома.
This Light — Этот свет, его второй самостоятельно произведенный альбом, был выпущен в Израиле в ноябре 2014 года и получил похвалу от инди и мейнстримных СМИ. Главный сингл альбома, Who’s at Your Window, получил активную ротацию на радио и ТВ-каналах, частично благодаря его клипу от режиссёра Джонатана Варди.
В 2015 году Сан Тэйлор участвовал в фестивале «Дикая мята» в Калужской области, Россия.

## Дискография
- Don’t Knock on my Door (single) November 2011
- Like the Tide (LP) February 2012
- Who’s at Your Window (single) August 2014
- Spit Fire (single) October 2014
- This Light (LP) November 2014